# Phrixgnathus fatua
Phrixgnathus fatua är en snäckart som först beskrevs av Ludwig Pfeiffer 1857.  Phrixgnathus fatua ingår i släktet Phrixgnathus och familjen punktsnäckor. Inga underarter finns listade i Catalogue of Life.